# Catedral de Castelo Branco

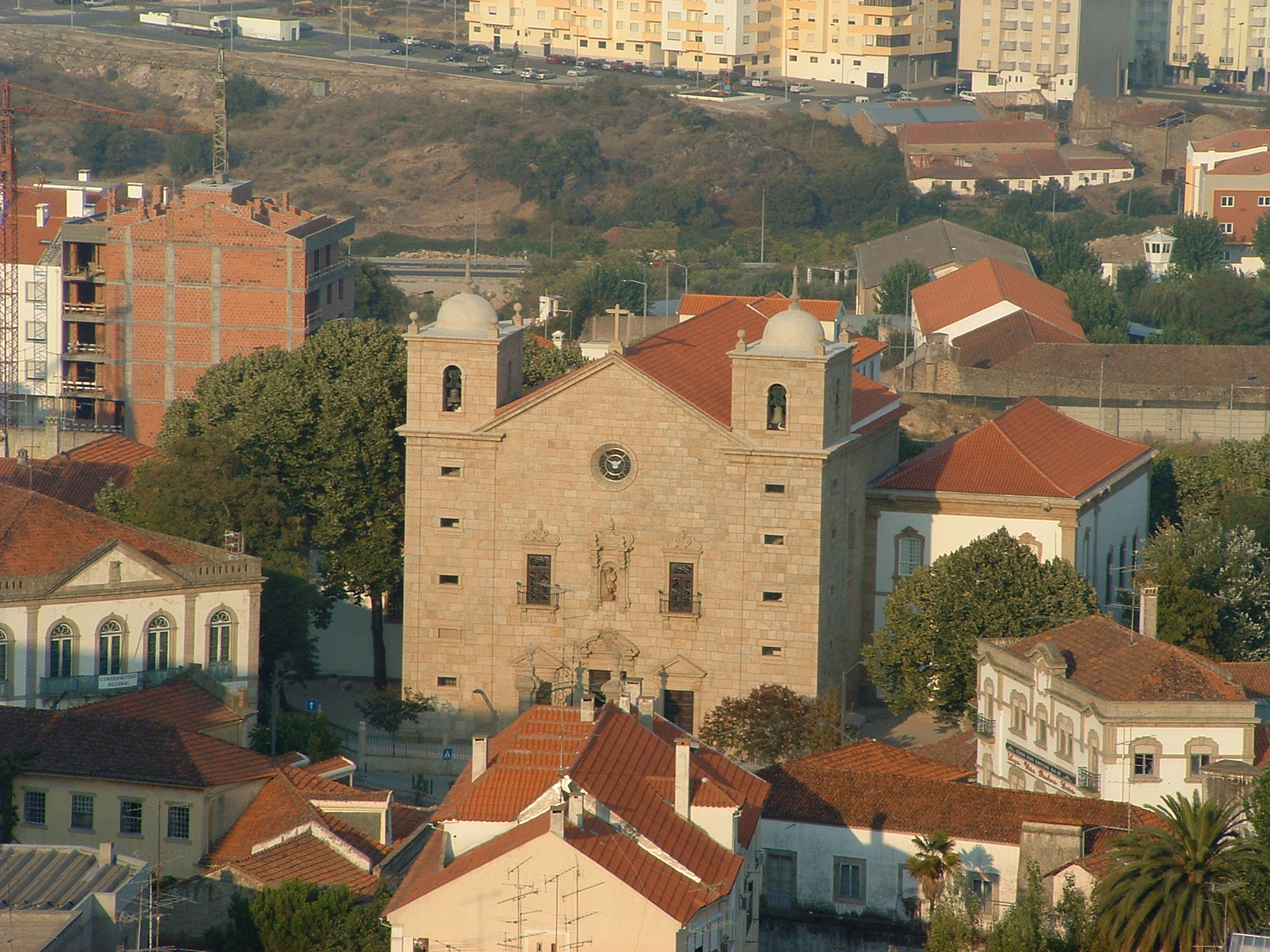
Fachada principal de la Catedral de Castelo Branco, vista desde el castillo.

La Catedral de Castelo Branco (en portugués Igreja de São Miguel, Igreja Matriz o Sé Catedral de Castelo Branco) es la sede del obispo de Castelo Branco, Portugal. Originalmente de trazado medieval, fue modificada a lo largo de los siglos, quedando visibles en la actualidad en su mayoría los elementos barrocos y rococó.
La iglesia fue clasificada por el Instituto de Gestão do Património Arquitectónico e Arqueológico portugués como «inmueble de interés público» en 1978. Desde 2005 se planea la construcción para el 2020 de un funicular que una la catedral con el castillo.

## Historia
El arco del crucero fue alterado hacia 1608, siendo todavía visibles los vestigios de la estructura original del siglo XVI. Las principales campañas de intervención arquitectónica se realizaron en 1682, visible en los dos niveles inferiores de la fachada, de cariz barroco, y en 1691, con la itroducción de pinturas de Bento Coelho en ocho capillas.
En 1771, con el paso de Castelo Branco a diócesis, la iglesia es elevada al estatus de catedral y es ampliada. En 1785 se reconstruye la capilla mayor y en 1791 se colocan pinturas de Pedro Alexandrino en el retablo (de 1785) y en la Capilla del Santísimo. 
Otras intervenciones fueron realizadas en los siglos XIX y XX.

## Descripción
La fachada principal está dominada por tres portales a nivel de calle, los laterales con frontón triangular y el central más elevado con frontón curvo interrumpido. Presenta en el nivel intermedio dos ventanas flanqueando a ambos lados un nicho con una estatua de San Miguel. En el nivel superior presenta un rosetón circular. Rematan la facha dos pequeñas torres a los lados.
En el interior, la nave longitudinal presenta seis altares laterales en madera tallada y dorada.